# 許彥
许彦（？—441年），字道谟，小字嘉屯，高阳郡新城县（今河北省保定市徐水区西）人，南北朝北魏官员，魏太武帝的宠臣，后燕高阳郡太守许茂的孙子。

## 生平
许彦幼年丧父，在贫寒的家庭中长大。喜好读书，后来跟随僧人法叡学习《易经》的学问。太武帝初年被召入宫中，凭借占卜之术在皇帝身边任职，参与谋划商议。曾担任散骑常侍，获封博陵侯。他性格谨慎，从不泄露宫中机密，因此受到太武帝的亲近优待。后又获封武昌公，被任命为安东将军、相州刺史。在相州任上，他收受贿赂，多次触犯法律，遭到太武帝的斥责。但因其是皇帝的心腹近臣，最终未被治罪。太平真君二年（441年），许彦去世，谥号宣公。

## 子女
- 許熙，字德融，武昌公，官至中書郎，早逝

- 許龍，官至趙郡太守
- 許宗之，高乡侯、潁川公，官至殿中尚書、鎮東将軍、定州刺史